# پولوادرا (نیومکزیکو)
پولوادرا (به انگلیسی: Polvadera) یک منطقهٔ مسکونی در ایالات متحده آمریکا است که در شهرستان ساکورو، نیومکزیکو واقع شده‌است. پولوادرا ۱۰٫۷۴۳ کیلومتر مربع مساحت و ۴۱۴ نفر جمعیت دارد و ۱٬۴۲۱ متر بالاتر از سطح دریا واقع شده‌است.